# Walt Disney Studios Motion Pictures
Walt Disney Studios Motion Pictures, ranije poznata kao Buena Vista Pictures Distribution, Inc. do 2007. godine, američki je filmski distribucijski studio u sklopu odjela Disney Media and Entertainment Distribution, divizije The Walt Disney Company. Bavi se kino i povremenom digitalnom distribucijom, marketingom i promocijom filmova koje je producirao i objavio Walt Disney Studios, uključujući Walt Disney Pictures, Walt Disney Animation Studios, Pixar, Marvel Studios, Lucasfilm i 20th Century Studios; Disneyjeva oznaka Searchlight Pictures upravlja vlastitom autonomnom kino distribucijskom i marketinškom jedinicom.
Tvrtka je izvorno osnovana 1953. godine kao Buena Vista Film Distribution Company, Inc. (kasnije preimenovana u Buena Vista Distribution Company, Inc. i Buena Vista Pictures Distribution, Inc.). Sadašnje ime uzeto je 2007. godine.
Prije 1953., produkcije Walta Disneyja distribuirali su M.J. Winkler Pictures (1924.-1926.), Film Booking Offices of America (1926.-1927.), Universal Pictures (1927.-1928.), Celebrity Productions (1928.-1930.), Columbia Pictures (1930.-1932.), United Artists (1932.-1937. i 1943.) i RKO Radio Pictures (1937.-1956.).

## Povijest

### Buena Vista
Godine 1953. spor s RKO Picturesom oko distribucije The Living Desert, prvog dugometražnog filma u dokumentarnoj seriji True-Life Adventures, naveo je Walta i njegovog brata Roya O. Disneyja da osnuju njihovu podružnicu u potpunom vlasništvu, tvrtku za distribuciju filma Buena Vista Film Distribution Company Inc. (BVDC), kako bi upravljali sjevernoameričkom distribucijom svojih proizvoda. RKO je odbio distribuirati film. Ime "Buena Vista" dolazi s ulice u kojoj su bili Disneyjevi studiji (i još uvijek jesu). Prvi njihov film, koji je osvojio i Oscara za najbolji dokumentarni film, The Living Desert objavljen je 10. studenoga 1953. s prvim animiranim filmom Toot, Whistle, Plunk and Boom. U srpnju 1959. godine The Big Fisherman pušten je u američka kina, prva produkcija treće strane koju je financirao Disney.
RKO Japan, Ltd. prodan je Disney Productions and British Commonwealth Film Corporationu,  5. srpnja 1957.  Dodjeljujući inozemne filmske licence, Disney bi ih koristio 5 a Commonwealth 8.
U travnju 1960. tvrtka je promijenila ime u Buena Vista Distribution Company, dok 1961. registiraju Buena Vista International (BVI). Buena Vista je 1979. objavila Take Down, svoj prvi film s ocjenom PG, kojeg je kupio neovisni vanjski studio, čineći film, Crna rupa, objavljenim iste godine, prvim filmom u produkciji Disneyja i distribuiranom od strane Buena Vista s PG ocjenom.
U srpnju 1987. distribucijska tvrtka Buena Vista ponovno je promijenila ime u Buena Vista Pictures Distribution. U drugoj polovici osamdesetih Disney je kupio većinski udio u dijelu kazališnog kruga Pacific Theatres, postavši vlasnik kazališta El Capitan i kazališta Crest, koji su u potpunosti obnovljeni. El Capitan otvoren je za javnost 19. lipnja 1991. premijerom filma Raketaš.
Devedesetih godina Buena Vista potpisala je ugovor o distribuciji s Cinergi Picturesom. Godine 1992. financirao je Cinergijeve filmove Vrač i Renesansni čovjek s 5,6 milijuna dolara,  a 1994. financira Cinergi Pictures s dodatnih 5 milijuna dolara.
Disney i Gaumont, 1991. najavjulju stvaranje Gaumont Buena Vista International, zajednički pothvat za distribuciju filma na francuskom jeziku koji djeluje od 1993. do 2004. godine. U kolovozu 1996., Disney i Tokuma Shoten Publishing potpisali su sporazum kojim će Disney distribuirati animirane filmove Studija Ghibli u kućnom izdanju, financirajući 10% Avanture male Chihiro i distribuirajući film Princeza Mononoke na međunarodnoj razini. Prema sporazumu, Disney će distribuirati filmove Studija Ghibli putem Walt Disney Picturesa, Buena Vista Home Videa, Miramaxa i Touchstone Picturesa.
U rujnu 1996., nakon Disneyjeve akvizicije Capital Cities / ABC, Buena Vista Pictures Distribution spojena je s ABC, Inc., matičnom tvrtkom te grupe. Godine 1997. Disney, koji je u to vrijeme posjedovao 5% dionica Cinergi Picturesa, nakon što je prema sporazumu isporučeno devet filmova, Cinergi je prodan Disneyju 22. studenoga 1997., sve svoje biblioteke od 12 filmova osim Umri muški 3,plus 20 milijuna dolara u zamjenu za Disneyjeve dionice Cinergi, predujmove proizvodnje od 35.4 milijuna dolara i druge zajmove.
Disney je 2002. potpisao ugovor o distribuciji četiri animirana filma s Vanguard Animation. Međutim, samo je jedan film, Hrabri Pero, objavljen u sklopu dogovora. BVI i Gaumont su 2004. godine raskinuli svoj francuski distribucijski zajednički pothvat Gaumont Buena Vista International. Buena Vista International pristao je na distribucijski ugovor s tvrtkom MegaStar Joint Venture Company Limited u travnju 2006. za vijetnamsko tržište.

### Walt Disney Studios Motion Pictures
U travnju 2007. godine Disney je obustavio upotrebu Buena Vista kao distribucijske marke, mijenjajući naziv tvrtke u Walt Disney Studios Motion Pictures.
Disney je 2009. potpisao ugovor o distribuciji s DreamWorksom; sporazumom je predviđeno da će oko 30 filmova koje je DreamWorks producirao u petogodišnjem razdoblju biti distribuiran putem brenda Touchstone Pictures.
GKIDS je 2011. kupio prava sjevernoameričke distribucije filmova na filmove Studija Ghibli, dok će Walt Disney Studios Home Entertainment zadržati prava na distribuciju kućnih videa do srpnja 2017. godine.
Ugovor o distribuciji s DreamWorksom završio je 2016. godine, nakon što su dva studija odlučila ne produljiti ugovor, a Universal Pictures preuzeo je dužnost distributera filmova DreamWorksa. Do kraja dogovora Disney je distribuirao 14 filmova od 30 planiranih; trinaest kroz Touchstone i jedan kroz Walt Disney Pictures. Također je stekao puna vlasnička prava na tih 14 DreamWorks filmova od Amblin Partners kao naknadu za zajmove odobrene toj tvrtki. Svjetlo između oceana posljednji film tog ugovora o distribuciji, je ujedno bio i posljednji film objavljen pod brendom Touchstone.
U prosincu 2017. Walt Disney Company objavila je planove za akviziciju 21st Century Foxa, koji je uključivao 20th Century Fox i Fox Searchlight Pictures. Akvizicija je završila u ožujku 2019. godine. Nakon reorganizacije stečenih studija, Walt Disney Studios Motion Pictures počeo je distribuirati filmove 20th Century Studija, dok je Searchlight Pictures nastavio samostalno upravljati distribucijom svojih filmova.
Krajem 2020. i početkom 2021. godine Disney je reorganizirao svoje divizije, preselio distribuciju filmova pod kontrolu Disney Media and Entertainment Distribution, koji također nadgleda distribuciju sadržaja na Disney+. Prema novom planu, Walt Disney Studios Motion Pictures nadgleda američku i međunarodnu distribuciju svih filmova u produkciji divizije Walt Disney Studios, koji uključuje Walt Disney Pictures, Walt Disney Animation Studios, Pixar Animation Studios, Marvel Studios, Lucasfilm, 20th Century Studios, Searchlight Pictures i, do 2021. godine, Blue Sky Studios.

## Distribucija
Walt Disney Studios Motion Pictures distribuira filmove iz Walt Disney Studija, drugih Disneyjevih jedinica i nekih vanjskih produkcijskih kuća:
| Walt Disney Studios | Ugovori s drugim distribucijskim tvrtkama |
| --- | --- |
| - Walt Disney Pictures - Disneynature - Walt Disney Animation Studios - Pixar - Marvel Studios - Lucasfilm - 20th Century Studios - Searchlight Pictures - 20th Century Animation | - New Regency (2019.–danas) - Mandeville Films (1996.–danas) - Mayhem Pictures (2002.–danas) - Panay Films |
| Ostale Disneyjeve jedinice | Bivši ugovori s drugim distribucijskim tvrtkama |
| - Disney+ Originals - Buena Vista International - ESPN Films (80%) - National Geographic Films (73%) - UTV Motion Pictures - Fox Star Studios - A&E IndieFilms (50%) | - DreamWorks Pictures (2011.–2016.) - Jerry Bruckheimer Films (1993.–2014.) - Chernin Entertainment (2019.–2020.) - Cinergi Pictures (1993.–1998.; zatvorena) - Beacon Pictures (2002.–2007.) - Studio Ghibli (Sjeverna Amerika; 1998.–2014.) - Vanguard Animation (2002.) - POW! Entertainment (2007.–2014.) - Spyglass Entertainment (1998.–2008.) - Blinding Edge Pictures (1998.–2005.) - Universum Film (2005.-2019., samo Njemačka) - Pathé (2020–2021, samo UK) - Locksmith Animation (2019.–2021.) |
| Bivše Disneyjeve jedinice | - DreamWorks Pictures (2011.–2016.) - Jerry Bruckheimer Films (1993.–2014.) - Chernin Entertainment (2019.–2020.) - Cinergi Pictures (1993.–1998.; zatvorena) - Beacon Pictures (2002.–2007.) - Studio Ghibli (Sjeverna Amerika; 1998.–2014.) - Vanguard Animation (2002.) - POW! Entertainment (2007.–2014.) - Spyglass Entertainment (1998.–2008.) - Blinding Edge Pictures (1998.–2005.) - Universum Film (2005.-2019., samo Njemačka) - Pathé (2020–2021, samo UK) - Locksmith Animation (2019.–2021.) |
| - Touchstone Pictures (1984.–2016.; umirovljena) - Disneytoon Studios (1990.–2018.; zatvorena) - Hollywood Pictures (1990.–2001., 2006.–2007.; zatvorena) - Blue Sky Studios (2019.–2021.; zatvorena) - Miramax Films (1993.–2010.; prodana) - Dimension Films (1993.–2005.; prodana) - DIC Entertainment (1996.–2000.; prodana) - Caravan Pictures (1993.–1999.; zatvorena) - ImageMovers Digital (2009.–2011.; zatvorena) | - DreamWorks Pictures (2011.–2016.) - Jerry Bruckheimer Films (1993.–2014.) - Chernin Entertainment (2019.–2020.) - Cinergi Pictures (1993.–1998.; zatvorena) - Beacon Pictures (2002.–2007.) - Studio Ghibli (Sjeverna Amerika; 1998.–2014.) - Vanguard Animation (2002.) - POW! Entertainment (2007.–2014.) - Spyglass Entertainment (1998.–2008.) - Blinding Edge Pictures (1998.–2005.) - Universum Film (2005.-2019., samo Njemačka) - Pathé (2020–2021, samo UK) - Locksmith Animation (2019.–2021.) |

## Vanjske poveznice
- Walt Disney Pictures
- Walt Disney Studios Motion Pictures u internetskoj bazi filmova IMDb-a